# San Juan de Sabinas
San Juan de Sabinas es una villa del estado mexicano de Coahuila, del municipio de San Juan de Sabinas.

## Historia
El capitán José Melchor Sánchez Navarro adquirió el territorio en 1814, creado una Hacienda 3 de junio de 1829, esta propiedad sumaba 104,264 hectáreas.
El 24 de noviembre de 1866, por decreto del presidente Benito Juárez, se fundó la villa de San Juan de Sabinas.
El 13 de mayo de 1869, decreto por el que se erige un nuevo municipio con el nombre de San Juan de Sabinas.
Sin embargo, al paso del tiempo, el mineral de Nueva Rosita fue adquiriendo importancia hasta convertirse en la cabecera del municipio, atribuyo el título de ciudad el 5 de mayo de 1979.

## Localización y población
San Juan de Sabinas está localizado en las coordenadas 27°55′46″N 101°18′12″O / 27.92944, -101.30333 y a una altitud de 378 metros sobre el nivel del mar, se encuentra en la región centro de Coahuila, muy cercana a la ciudad de Nueva Rosita situada a unos 8 kilómetros al oeste, se comunica con esta ciudad por medio de la Carretera Federal 53 que es el principal medio de comunicación de la localidad.
La población de San Juan de Sabinas en 2005 según el Conteo de Población y Vivienda realizado ese año por el Instituto Nacional de Estadística y Geografía es de 1,431 habitantes.
La población de San Juan de Sabinas en 2010 según el Conteo de Población y Vivienda realizado ese año por el Instituto Nacional de Estadística y Geografía es de 1,415 habitantes.
La población de San Juan de Sabinas en 2020 según el Conteo de Población y Vivienda realizado ese año por el Instituto Nacional de Estadística y Geografía es de 1,257 habitantes.